# Jugoslawische Eishockeyliga 1991/92
Die Saison 1991/92 war die erste Spielzeit der Eishockeyliga der BR Jugoslawien, der höchsten jugoslawischen Eishockeyspielklasse. Meister wurde der HK Roter Stern Belgrad, der damit den ersten Titel der Vereinsgeschichte gewann. Die Liga entstand durch die Teilung Jugoslawiens im selben Jahr.